# Heteronyx additus
Heteronyx additus är en skalbaggsart som beskrevs av Blackburn 1909. Heteronyx additus ingår i släktet Heteronyx och familjen Melolonthidae. Inga underarter finns listade i Catalogue of Life.